# Eva Maria Dollinger
Eva Maria Dollinger (* 10. April 1978 in Wörgl, Tirol als Eva Maria Bramböck) ist eine ehemalige österreichische Triathletin, mehrfache österreichische Staatsmeisterin, zweifache Olympiateilnehmerin (2004, 2008) und Ironman-Siegerin (2010).

## Werdegang
Eva Dollinger wuchs mit zwei Geschwistern in Tirol auf.
Die Zeitsoldatin ist Magistra der Sportwissenschaften und Magistra Lehramt Leibeserziehung und PPP (Philosophie, Psychologie und Pädagogik). Ihre sportliche Karriere begann sie 1988 als Schwimmerin. 1991 kam der Crosscountry-Lauf hinzu und 1994 startete sie bei ihrem ersten Triathlon in Kirchbichl. Vom Jahr 2000 bis 2010 war Dollinger Teil des Heeressportzentrums des Österreichischen Bundesheers.

### Olympische Sommerspiele 2004
2000 spezialisierte sie sich dann auf Triathlon und 2001 wurde sie U23-Staatsmeisterin Triathlon. Dollinger startete 2004 (Rang 28) sowie erneut 2008 (mit technischen Problemen ausgeschieden) für Österreich bei den Olympischen Sommerspielen.
Im Juni 2005 gewann sie in Mieming auf der olympischen Distanz (1,5 km Schwimmen, 40 km Radfahren und 10 km Laufen) und wurde damit Triathlon-Staatsmeisterin auf der Kurzdistanz.

### Wechsel auf die Langdistanz 2009
2009 startete sie im Juli erstmals in Klagenfurt beim Ironman Austria auf der Langdistanz (3,86 km Schwimmen, 180,2 km Radfahren und 42,195 km Laufen), wo sie als beste Österreicherin den vierten Rang erreichte.
Im Juli 2010 konnte sie als zweite österreichische Triathletin nach Kate Allen (2003 und 2005) den Ironman Austria gewinnen und beim Trumer Triathlon im August gewann sie erstmals auch auf der Mitteldistanz (2,1 km Schwimmen, 120 km Radfahren und 20,1 km Laufen).
Eva Dollinger startete als Triathlon-Profi für das Wave Tri Team TS Wörgl. Im Oktober 2011 erklärte sie ihre Profi-Karriere für beendet.
Dollinger ist als Trainerin aktiv und betreut u. a. die österreichischen Triathletinnen Lisa Perterer und Lisa-Maria Dornauer.

## Sportliche Erfolge
| Datum/Jahr    | Rang | Wettbewerb                                    | Austragungsort | Zeit        | Bemerkung |
| ------------- | ---- | --------------------------------------------- | -------------- | ----------- | --- |
| 4. Sep. 2011  | 2    | Challenge Walchsee-Kaiserwinkl                | Walchsee       | 04:26:35    | [ 4 ] |
| 5. Sep. 2010  | 2    | Challenge Walchsee-Kaiserwinkl                | Walchsee       | 04:29:50    | Zweite bei der Erstaustragung                                                                                    |
| 8. Aug. 2010  | 1    | Trumer Triathlon                              | Obertrum       | 04:45:31    | Siegerin auf der Mitteldistanz (2,1 km Schwimmen, 120 km Radfahren und 20,1 km Laufen)                           |
| 30. Mai 2010  | 6    | Ironman 70.3 Austria                          | St. Pölten     | 04:34:17    | als beste Österreicherin                                                                                         |
| 6. Sep. 2009  | 10   | Ironman 70.3 Monaco                           | Monaco         | 05:09:52    | |
| 24. Mai 2009  | 4    | Ironman 70.3 Austria                          | St. Pölten     | 04:32:10    | |
| 18. Aug. 2008 | DNF  | Olympische Sommerspiele 2008                  | Peking         | –           | mit technischen Problemen auf der Radstrecke ausgeschieden                                                       |
| 10. Mai 2008  | 7    | ETU Triathlon European Championships          | Lissabon       | 02:07:10    | Eva Dollinger schaffte in Lissabon über die olympische Distanz das A-Limit für die Olympischen Spiele in Peking. |
| 2008          | 9    | ITU Triathlon World Cup                       | Madrid         |             | |
| 2007          | 12   | ITU Triathlon World Cup                       | Eilat          | 02:04:53    | [ 7 ] |
| 2007          | 2    | ETU Triathlon European Championships          | Kopenhagen     | 01:16:18    | Vize-Europameisterin in der Mannschaftswertung – zusammen mit Kate Allen und Tania Haiböck                       |
| 22. Juli 2007 | 2    | ITU Triathlon World Cup                       | Kitzbühel      | 01:54:34    | Dollinger belegte hinter der Siegerin Andrea Hewitt den zweiten Rang.                                            |
| 13. Aug. 2006 | 5    | BG Triathlon World Cup                        | Tiszaújváros   | 01:56:23    | [ 9 ] |
| 2006          | 6    | ITU Triathlon World Cup                       | Madrid         |             | |
| 2006          | 2    | Kalterer See Triathlon                        | Kalterer See   | 02:09:18    | [ 10 ] |
| 2006          | 5    | ITU Triathlon World Cup                       | Ungarn         |             | |
| 13. Juni 2005 | 1    | ÖTRV Staatsmeisterschaft Triathlon            | Mieming        | 02:26:36    | Sieg auf der olympischen Distanz                                                                                 |
| 2005          | 1    | UPC Klagenfurt Triathlon                      | Klagenfurt     | 02:06:01    | Siegerin bei der 4. Austragung                                                                                   |
| 25. Aug. 2004 | 28   | Olympische Sommerspiele 2004                  | Athen          | 02:10:19.60 | |
| 2004          | 1    | ITU Triathlon African Cup                     | Langebaan      | 02:30:34    | B-Weltcup |
| 26. Juli 2003 | 2    | Alpen-Triathlon                               | Schliersee     | 02:23:06    | B-Weltcup |
| 2003          | 15   | ITU Triathlon World Cup                       | Cancún         |             | |
| 2003          | 15   | ITU Triathlon World Cup                       | Tongyeong      |             | |
| 2003          | 15   | ITU Triathlon World Cup                       | Gamagori       |             | |
| 2003          | 9    | ITU Triathlon World Cup                       | Rio de Janeiro |             | |
| 23. Okt. 2002 | 4    | ETU Triathlon European Cup                    | Alanya         | 02:04:09    | hinter der Portugiesin Maria Areosa                                                                              |
| 2002          | 2    | FISU World University Triathlon Championships | Nanao          |             | |
| 2002          | 1    | Militär-Weltmeisterschaft Triathlon           | Otepää         |             | |
| 2002          | 2    | ÖTRV Staatsmeisterschaft Triathlon            | Osterreich     |             | |
| 2001          | 2    | Militär-Weltmeisterschaft Triathlon           | Murska Sobota  |             | |
| 2001          | 1    | ÖTRV Staatsmeisterschaft Triathlon U23        | Klagenfurt     |             | Staatsmeisterin U23 (Kurzdistanz)                                                                                |
| 5. Aug. 2000  | 8    | FISU World University Triathlon Championships | Tiszaújváros   | 02:04:07    | |
| 2000          | 3    | Alpen-Triathlon                               | Schliersee     | 02:28:24    | |

| Datum/Jahr    | Rang | Wettbewerb           | Austragungsort | Zeit     | Bemerkung |
| ------------- | ---- | -------------------- | -------------- | -------- | --- |
| 3. Juli 2011  | 5    | Ironman Austria      | Klagenfurt     | 09:05:13 | |
| 21. Mai 2011  | DNF  | Ironman Texas        | The Woodlands  | –        | Rennabbruch nach 110 km der Radstrecke mit Kreislaufproblemen |
| 10. Apr. 2011 | 11   | Ironman South Africa | Port Elizabeth | 10:00:24 | Fünfte nach der Schwimmdistanz (53:02 Minuten) |
| 9. Okt. 2010  | 21   | Ironman Hawaii       | Hawaii         | 09:47:09 | erster Start bei den Ironman World Championships |
| 4. Juli 2010  | 1    | Ironman Austria      | Klagenfurt     | 09:18:50 | Erster Ironman-Sieg für Eva Dollinger mit neuer persönlicher Bestzeit auf der Langdistanz und 16 Minuten Vorsprung auf die Zweitplatzierte, die Dänin Karina Ottosen |
| 29. Nov. 2009 | 4    | Ironman Mexico       | Cozumel        | 09:38:07 | |
| 5. Juli 2009  | 4    | Ironman Austria      | Klagenfurt     | 09:23:17 | Eva Dollinger startet erstmals über die Langdistanz und belegte den vierten Rang.                                                                                    |

(DNF – Did Not Finish)
Sie ist seit 2005 verheiratet mit Helmut Dollinger und die beiden leben in Angath in Tirol. Im Jänner 2013 kam ihre Tochter  zur Welt.